# 楚哀王
楚哀王（？—前228年），熊氏，名猶，楚幽王同母弟，权臣李园的外甥。哀王繼位二月餘，哀王庶兄負芻的門客殺哀王，王太后李美人被殺，李家滿門抄斬。負芻自立，為楚王負芻。

## 註腳
1. ↑  《列女传·楚考李后》
2. ↑  《史记·卷四十·楚世家第十》：十年，幽王卒，同母弟犹代立，是为哀王。哀王立二月馀，哀王庶兄负刍之徒袭杀哀王而立负刍为王。

| 前任： 兄楚幽王 | 楚國君主 前228年—前228年 | 繼任： 庶兄楚王負芻 |